# Eva Lindenau

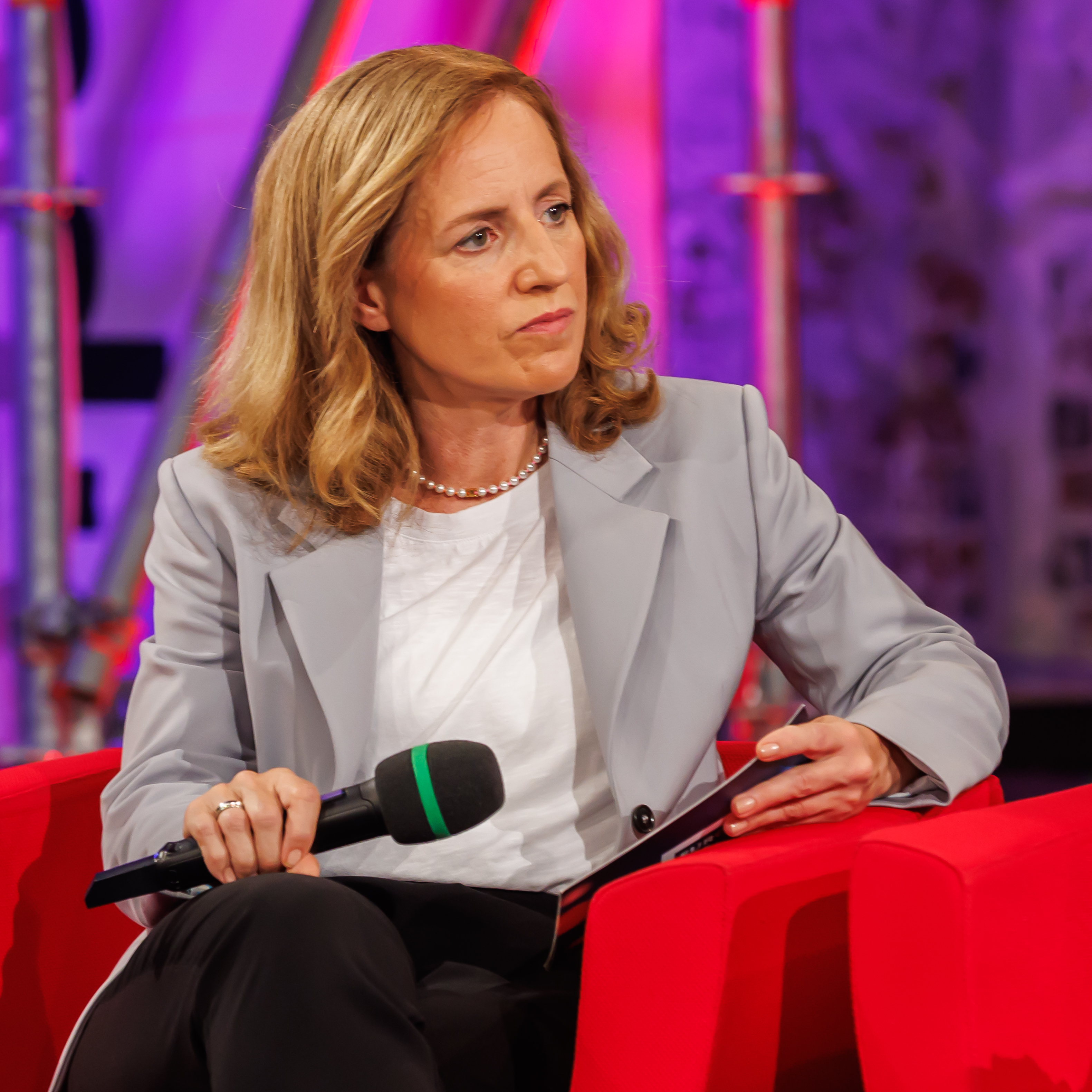
Lindenau (2024)

Eva Katharina Lindenau (* 18. Juli 1975 in Düsseldorf) ist eine deutsche Juristin und Journalistin.

## Ausbildung
Eva Lindenau wurde 1975 in Düsseldorf geboren. Im Jahr 1994 legte sie ebenda am Cecilien-Gymnasium ihr Abitur ab. Anschließend studierte sie an der Universität zu Köln Rechtswissenschaften, die sie 1999 mit dem ersten und 2002 mit dem zweiten Juristischen Staatsexamen abschloss.

## Journalistische Laufbahn
Von 2002 bis 2004 absolvierte sie die Henri-Nannen-Journalistenschule und arbeitete von 2006 bis 2007 bei der heute-Redaktion des ZDF. Von 2007 bis 2009 war sie persönliche Referentin des NDR-Intendanten, anschließend von 2009 bis 2016 Reporterin und Redakteurin bei der Wirtschaftsredaktion des WDR, wo sie von 2017 bis 2019 als stellvertretende Leiterin der Fernseh-Programmgruppe Wirtschaft arbeitete. Nach Vertretungen (2018 im ARD-Hauptstadtstudio und 2019 im ARD-Studio New York) ist sie seit 2019 Programmgeschäftsführerin bei Phoenix.

## Moderationen
Derzeit moderiert Eva Lindenau bei Phoenix die Sendungen Unter den Linden, phoenix Ländersache und den Internationalen Frühschoppen.